# Walter Schirra
Vous lisez un « bon article » labellisé en 2019.  Il fait partie d'un « bon thème » labellisé en 2023.
Walter Marty Schirra Jr., dit Wally Schirra, né le 12 mars 1923 à Hackensack (New Jersey) et mort le 3 mai 2007 à La Jolla (Californie), est un aviateur de la marine américaine, pilote d'essai et astronaute américain.
En 1959, il devient l'un des sept premiers astronautes choisis par la National Aeronautics and Space Administration (NASA) pour le programme Mercury, premier effort des États-Unis visant à envoyer un homme dans l'espace. Le 3 octobre 1962, il pilote la mission Mercury-Atlas 8 pendant six orbites, dans un engin qu'il nomme Sigma 7. Lors de cette mission, Schirra devient le cinquième Américain et le neuvième humain à voyager dans l'espace. Pendant le programme Gemini, en décembre 1965, il réalise le premier rendez-vous spatial en gardant son engin spatial Gemini 6A à une distance de moins de 30 cm du vaisseau Gemini 7. En octobre 1968, il commande la mission Apollo 7 en orbite terrestre basse qui réalise l'essai du module de commande et de service Apollo avec trois hommes, ce qui est le premier lancement habité du programme Apollo.
Il est le premier astronaute à se rendre dans l'espace à trois reprises et le seul à avoir participé cumulativement aux programmes Mercury, Gemini et Apollo. Au total, Schirra cumule plus de 295 heures dans l'espace. Après Apollo 7, il prend sa retraite de la NASA ainsi que de la marine américaine en tant que captain. Il devient consultant pour CBS News dans le cadre de la couverture par ce réseau de télévision des missions Apollo suivantes, dont l'alunissage historique d'Apollo 11.

## Biographie

### Enfance et études

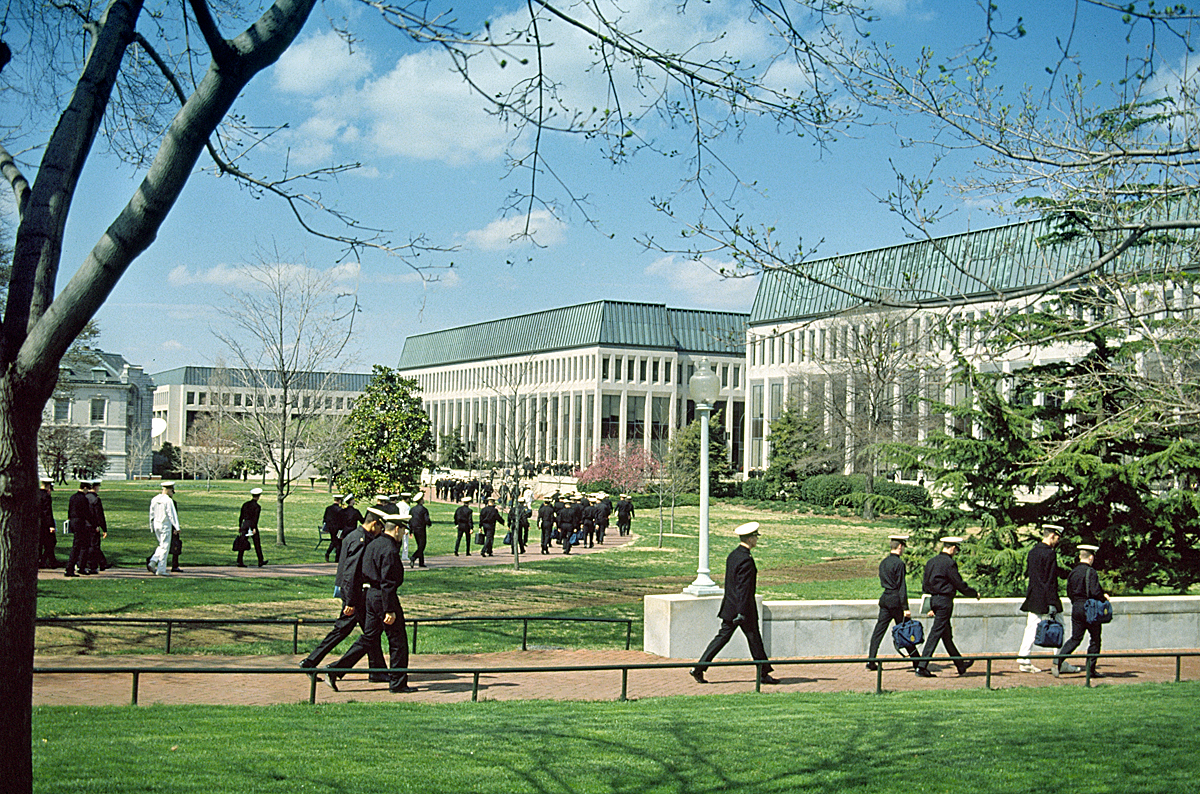
Le campus de l'Académie navale d'Annapolis.

Walter Marty « Wally » Schirra Jr. naît le 12 mars 1923 à Hackensack dans le New Jersey, dans une famille d'aviateurs. Ses grands-parents seraient originaires de Bavière, de Suisse et de Sardaigne. Le père de Schirra, Walter Marty Schirra Sr., est né à Philadelphie. Il a piloté pour l'Aviation royale canadienne (ARC) en tant que pilote de bombardier et de reconnaissance au cours de la Première Guerre mondiale,,. Après la guerre, il participe à des cirques volants lors des foires du New Jersey,. La mère de Schirra, Florence Shillito Schirra (née Leach), accompagne les déplacements de son mari et effectue des cascades sur les ailes de l'avion,,.
Schirra Jr. grandit à Oradell dans le New Jersey où il fréquente l'école locale et est boy scout. Il est diplômé de la Dwight Morrow High School en 1940 et s'inscrit au Newark College of Engineering (futur New Jersey Institute of Technology, NJIT) où il suit le cours de formation des officiers de réserve (ROTC) ; il est membre de la fraternité étudiante Sigma Pi.
Après l'attaque de Pearl Harbor en décembre 1941, Schirra postule dans une académie militaire. Son père l'encourage à se présenter à l'Académie militaire de West Point. Il s'inscrit à l'Académie navale d'Annapolis. Schirra obtient son diplôme en 1945, après seulement trois ans au lieu de quatre, à l'académie navale, qui déploie un programme accéléré en temps de guerre,.

### Service militaire
Diplômé de l'Académie navale d'Annapolis, Schirra est nommé enseigne dans la marine américaine en 1945. Il sert pendant les derniers mois de la Seconde Guerre mondiale à bord du croiseur de bataille USS Alaska. Après la capitulation du Japon, Schirra revient aux États-Unis, où l'Alaska est désarmé. Il est ensuite posté à Qingdao et affecté au navire de commandement amphibie USS Estes. Après son retour de Chine, Schirra s'entraîne en tant qu'élève aviateur naval à la base aéronavale de Pensacola en Floride.

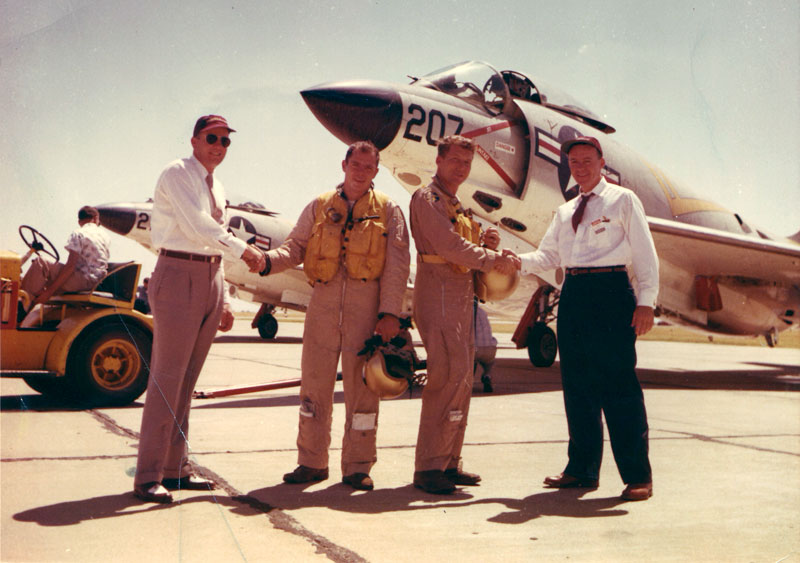
Schirra (3e depuis la gauche) serrant la main de, un responsable de la McDonnell Aircraft Corporation, lors de la livraison d'un McDonnell F3H Demon à l'armée vers 1958.

Son entraînement terminé, Schirra reçoit son badge d'aviateur naval en 1948. Il rejoint le Fighter Squadron 71 (VF-71) à la base aéronavale de Quonset Point, future base aérienne de Quonset Point pour la National Guard, dans l'État de Rhode Island. Au VF-71, Schirra pilote le Grumman F8F Bearcat. Après plusieurs années passées à piloter le F8F, il suit un entraînement de transition au pilotage d'avions à réaction avec le Lockheed P-80 Shooting Star en vue de la dotation de son escadron en Grumman F9F Panther. Schirra est déployé en mer Méditerranée à bord du porte-avions USS Midway lors du déclenchement de la guerre de Corée en juin 1950. Il sollicite un programme d'échange avec l'United States Air Force (USAF) afin d'acquérir une expérience du combat. Il est sélectionné pour le programme et formé pour voler sur le Republic F-84 Thunderjet.
Schirra est initialement déployé avec le 154th Training Squadron à la base aérienne d'Itazuke (futur aéroport de Fukuoka) au Japon, d'où il effectue des missions en Corée du Sud. Alors que les troupes américaines avancent vers le nord, l'escadron est réaffecté à une base à Daegu. Au cours de ses huit mois de déploiement, le pilote effectue 90 missions de combat et abat deux Mikoyan-Gourevitch MiG-15 ennemis,,.
Schirra devient pilote d'essai au complexe militaire de China Lake en Californie à la fin de son service en Corée. Là, il participe aux essais de divers systèmes d'armes. Il est par exemple le premier pilote à voler et à tirer le missile AIM-9 Sidewinder. Il est affecté à la base aéronavale de Miramar pour essayer le Vought F7U Cutlass, le plus récent chasseur à réaction de la marine américaine. Il est ensuite muté à la base aéronavale de Moffett pour commencer l'entraînement de transition au Cutlass, puis au McDonnell F3H Demon. Après un déploiement en Asie à bord du porte-avions USS Lexington et une formation à la sécurité aérienne avec l'université du Sud de la Californie (USC), Schirra est accepté à l'école des pilotes d'essai de la marine américaine en 1958.

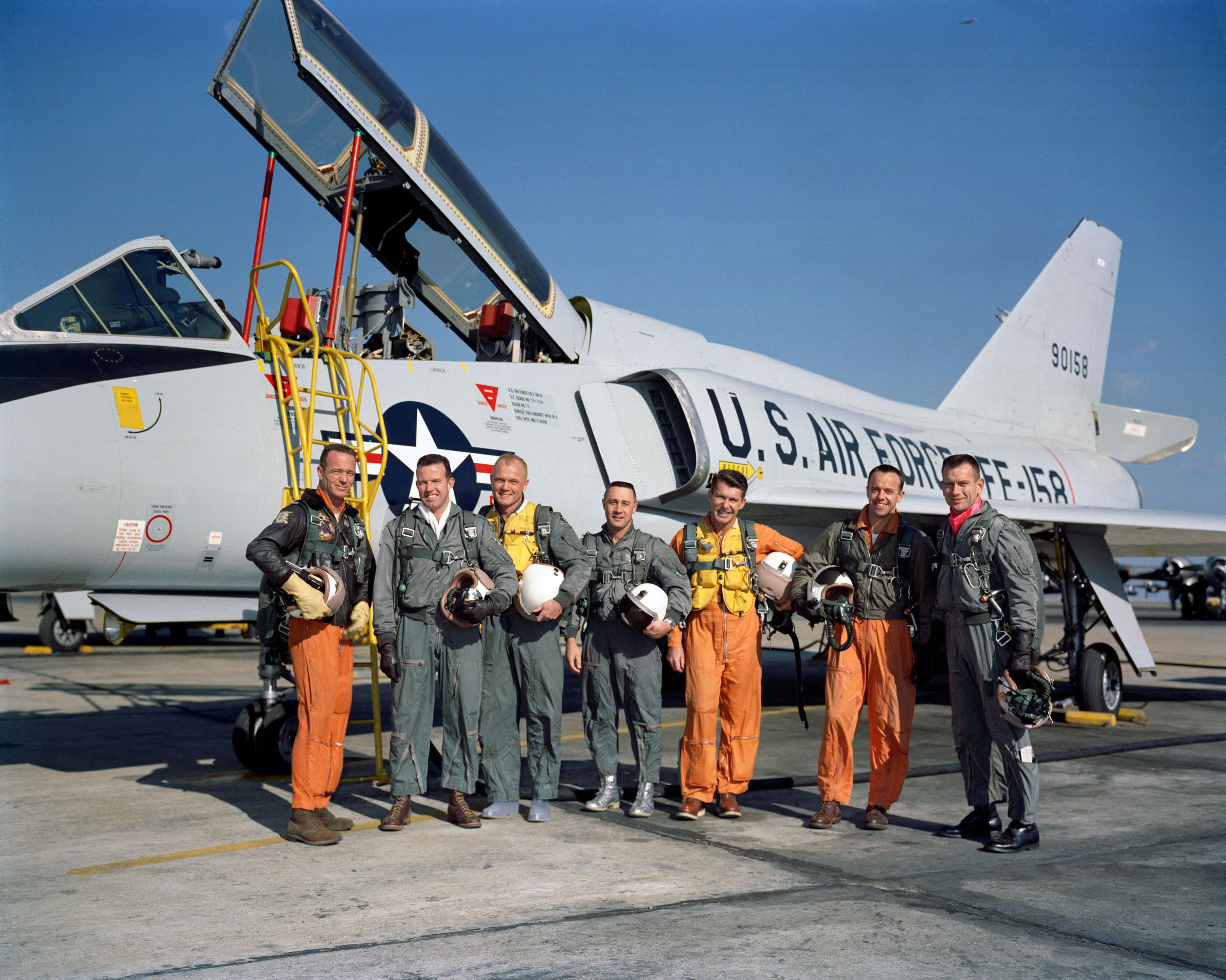
Les Mercury Seven devant un Convair F-106 Delta Dart en 1961. Schirra est le 3e depuis la droite.

Schirra fait partie de la promotion no 20 de l'école, aux côtés des futurs astronautes James Lovell et Charles Conrad. Il y apprend à piloter de nombreux appareils, notamment le Douglas F4D Skyray, le Grumman F-11 Tiger et le Vought F-8 Crusader. Après l'obtention de son diplôme, Schirra devient pilote d'essai à la base aéronavale de Patuxent River et apprend à piloter le McDonnell Douglas F-4 Phantom II afin de déterminer si l'appareil peut être embarqué sur porte-avions.

### Carrière spatiale

#### Programme Mercury
En février 1959, Schirra est l'un des 110 pilotes d'essai militaires choisis par leurs officiers supérieurs pour postuler au programme Mercury de la National Aeronautics and Space Administration (NASA) nouvellement créée. Ce programme est le premier avec un objectif de vol spatial habité par les États-Unis. Après plusieurs séries d'examens, en avril 1959, Schirra intègre le premier groupe d'astronautes sélectionnés, sept hommes surnommés les « Mercury Seven ». Les médecins notent le développement anormal de son larynx, sans incidence sur sa candidature. Au cours du programme, ses domaines de responsabilité sont les systèmes de support de vie et les combinaisons de vol pressurisées,. De plus, Schirra travaille aux côtés de John Glenn à la conception de la capsule. Scott Carpenter et Schirra pilotent des avions de chasse Convair F-106 Delta Dart lors de la mission suborbitale historique Mercury-Redstone 3 (Freedom 7) d'Alan Shepard. Schirra est initialement affecté en tant que remplaçant de Deke Slayton au deuxième vol orbital du programme ; il est remplacé par Carpenter lorsque Slayton est interdit de vol pour raisons de santé. Schirra est alors désigné pour piloter le troisième vol orbital.

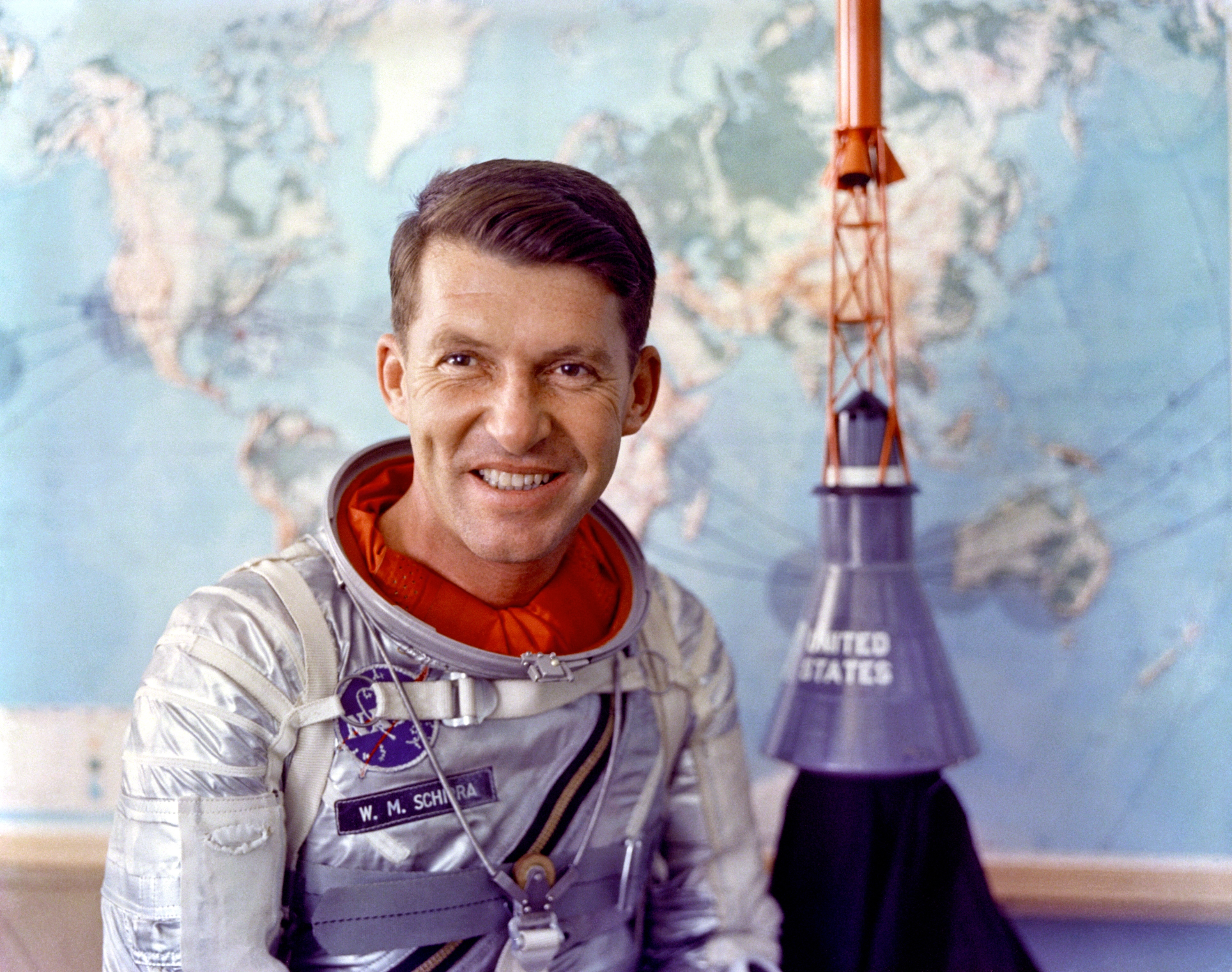
Walter Schirra en combinaison devant une maquette de capsule Mercury le 1er octobre 1962.

Le 3 octobre 1962, Schirra décolle pour son vol Mercury-Atlas 8 (qu'il nomme « Sigma 7 »). Après une déviation mineure de la trajectoire en début de vol, l'engin entre en orbite. Une fois cela réalisé, il démontre la possibilité de positionner et de manœuvrer manuellement son engin spatial en utilisant un système de contrôle de la poussée. Après les problèmes de navigation rencontrés au cours de la mission Mercury-Atlas 7 (Aurora 7) de Scott Carpenter, la NASA et Schirra se concentrent sur les facteurs techniques et humains liés au pilotage manuel de la capsule. Schirra signale une augmentation de la température de sa combinaison, atteignant un maximum de 32 °C, avant d'ajuster manuellement le système de refroidissement. Après avoir terminé ses essais de l'engin spatial, l'astronaute vérifie sa capacité à utiliser des commandes dans un environnement en apesanteur à l'aveugle. Tout au long de sa mission, il démontre sa capacité à remplacer les commandes automatiques en cas de besoin et à piloter manuellement le vaisseau spatial. Après six orbites, il aligne manuellement son engin spatial au-dessus de l'Afrique et amorce la rentrée atmosphérique. La capsule atterrit à seulement 8 kilomètres du navire de récupération, le porte-avions USS Kearsarge, dans le centre de l'océan Pacifique. Une fois la capsule hissée sur le pont, Schirra active l'écoutille à explosif pour sortir de l'engin spatial ; il est légèrement blessé par l'explosion. Avec son vol de plus de 9 heures, il bat le record de l'époque et devient le 9e homme dans l'espace (le 5e Américain et le 3e à orbiter autour de la Terre). Après son retour aux États-Unis, Schirra et sa famille sont invités le 16 octobre au bureau ovale de la Maison-Blanche pour rencontrer le président des États-Unis John Fitzgerald Kennedy,.

#### Programme Gemini

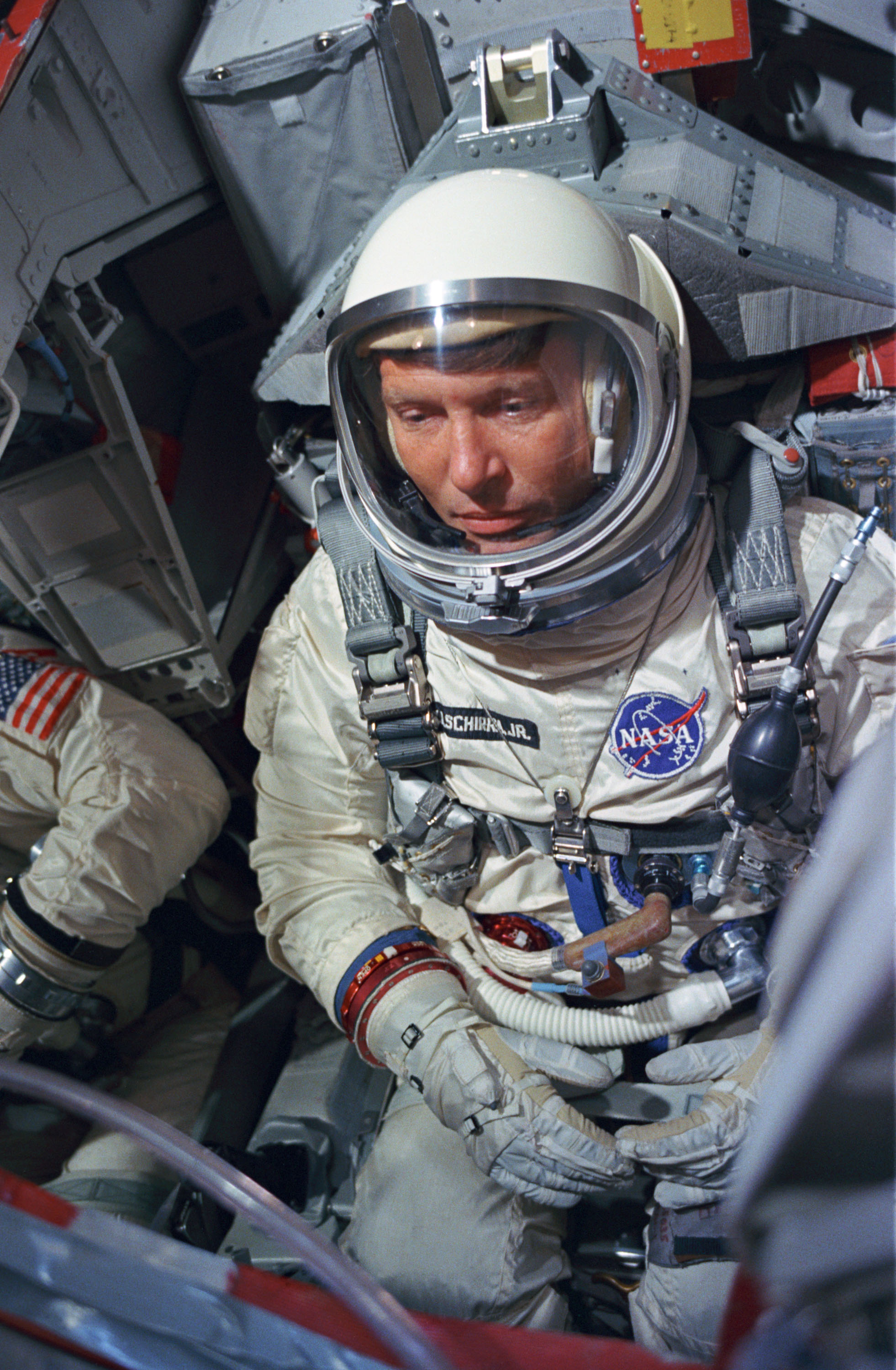
Schirra en combinaison Gemini durant une simulation pour Gemini 6 en décembre 1965.

Au début du programme Gemini, Alan Shepard est le commandant de Gemini 3 avec Thomas Stafford en tant que pilote. Ils sont remplacés par un équipage de réserve après que Shepard ait été diagnostiqué d'une maladie de Menière, un trouble de l'oreille interne. Schirra et Stafford deviennent l'équipe de réserve du nouvel équipage de Gemini 3, Virgil Grissom et John Young. Ils sont ensuite programmés comme équipage principal de Gemini 6, devant initialement effectuer le premier amarrage orbital avec un véhicule cible Agena. La fusée Agena explose peu après le décollage le 25 octobre 1965, alors que Schirra et Stafford attendent dans leur fusée pour décoller. Les responsables du programme décident plutôt que d'attendre la disponibilité d'un véhicule cible de remplacement, de réviser la mission en l'appelant Gemini 6A et en organisant un rendez-vous spatial avec Gemini 7, qui serait piloté par Frank Borman et James Lovell.
Le 4 décembre 1965, Gemini 7 décolle pour commencer sa mission de deux semaines. Gemini 6A est prêt à être lancé le 12 décembre ; ses moteurs s'arrêtent moins de deux secondes après l'allumage. Contrairement au protocole, Schirra choisit de ne pas activer les sièges éjectables de Stafford et de lui-même, afin de s'épargner d'éventuelles blessures et donc, un retard supplémentaire et une éventuelle annulation de la mission. Gemini 6A décolle le 15 décembre et rejoint avec succès Gemini 7 après cinq heures de vol. Les deux vaisseaux spatiaux manœuvrent à quelques centimètres l'un de l'autre et gardent leur position pendant cinq heures. Après ce premier rendez-vous spatial entre deux vaisseaux habités, Gemini 6A se désorbite le 16 décembre et amerrit dans l'océan Atlantique au sud-est du cap Canaveral où il est recueilli par l'USS Wasp,.
Alors qu'il est en mission, Schirra fait une blague aux contrôleurs du vol en leur signalant la présence d'un objet volant non identifié (OVNI) — le père Noël —, avant de jouer  Jingle Bells sur un harmonica qu'il avait caché sur lui,,.

Photographies de Schirra et de sa mission lors du programme Gemini
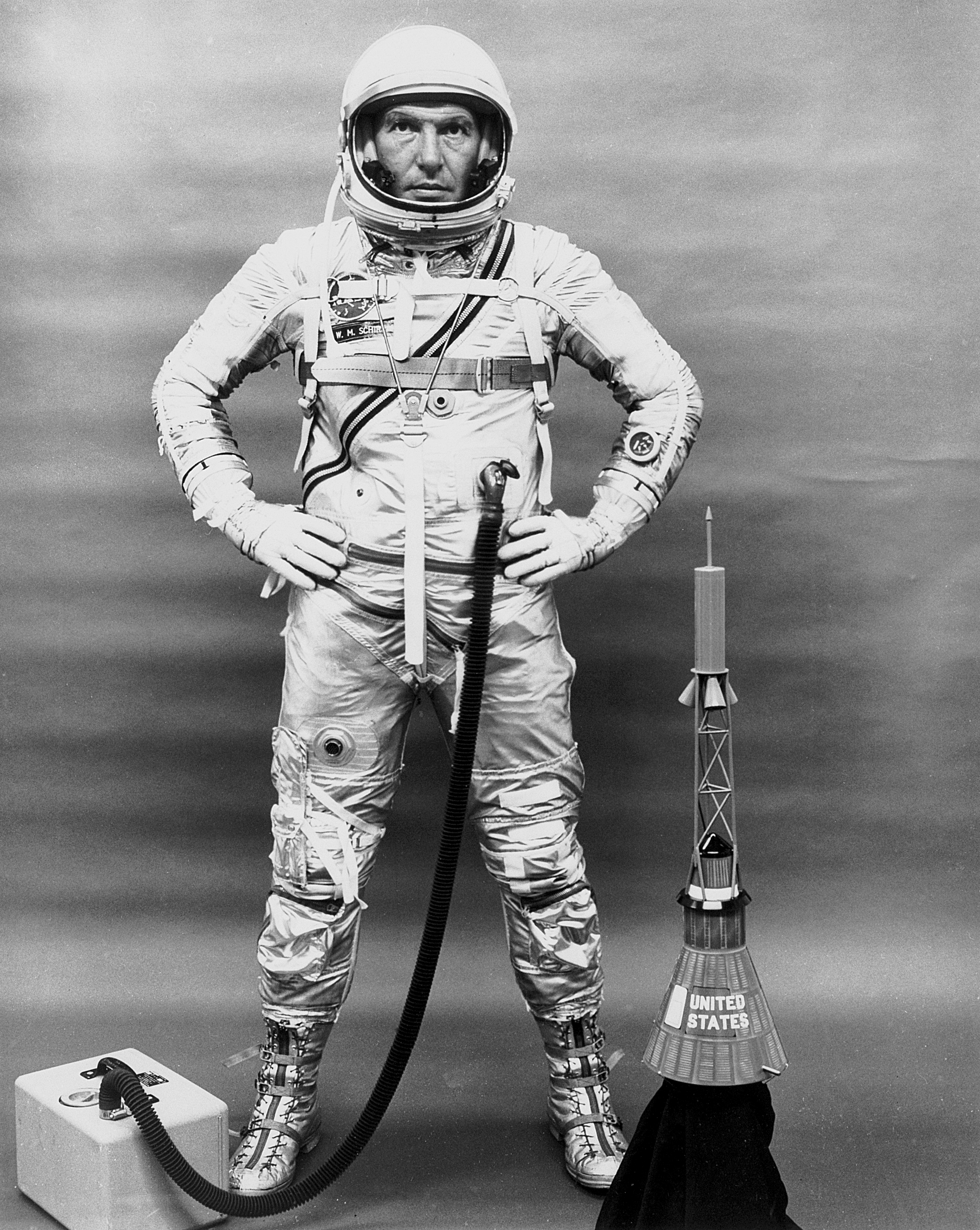
Schirra en combinaison dans les années 1960.
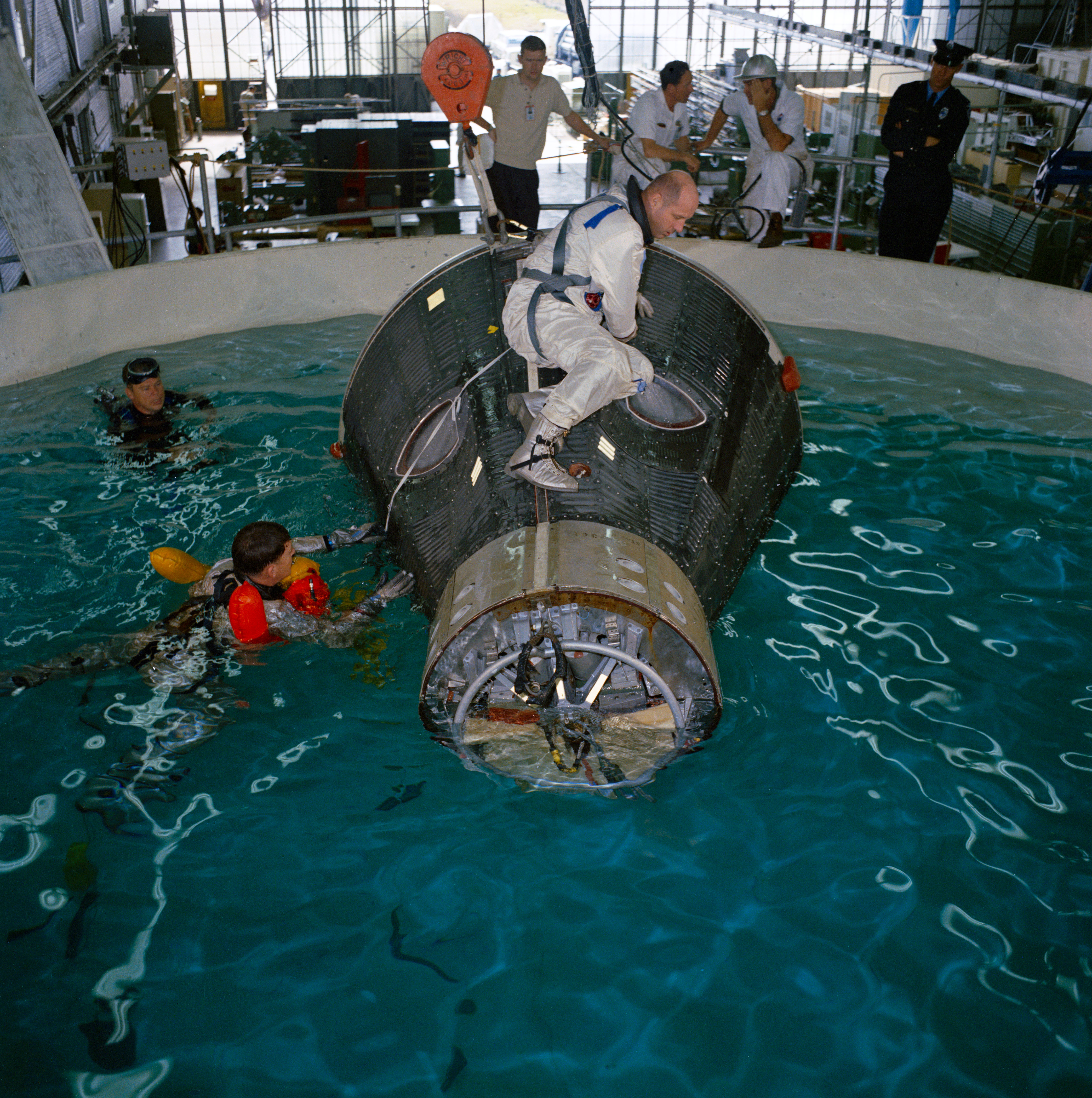
Stafford (sur la capsule) et Shirra lors d'un entraînement en piscine le 1er février 1965.
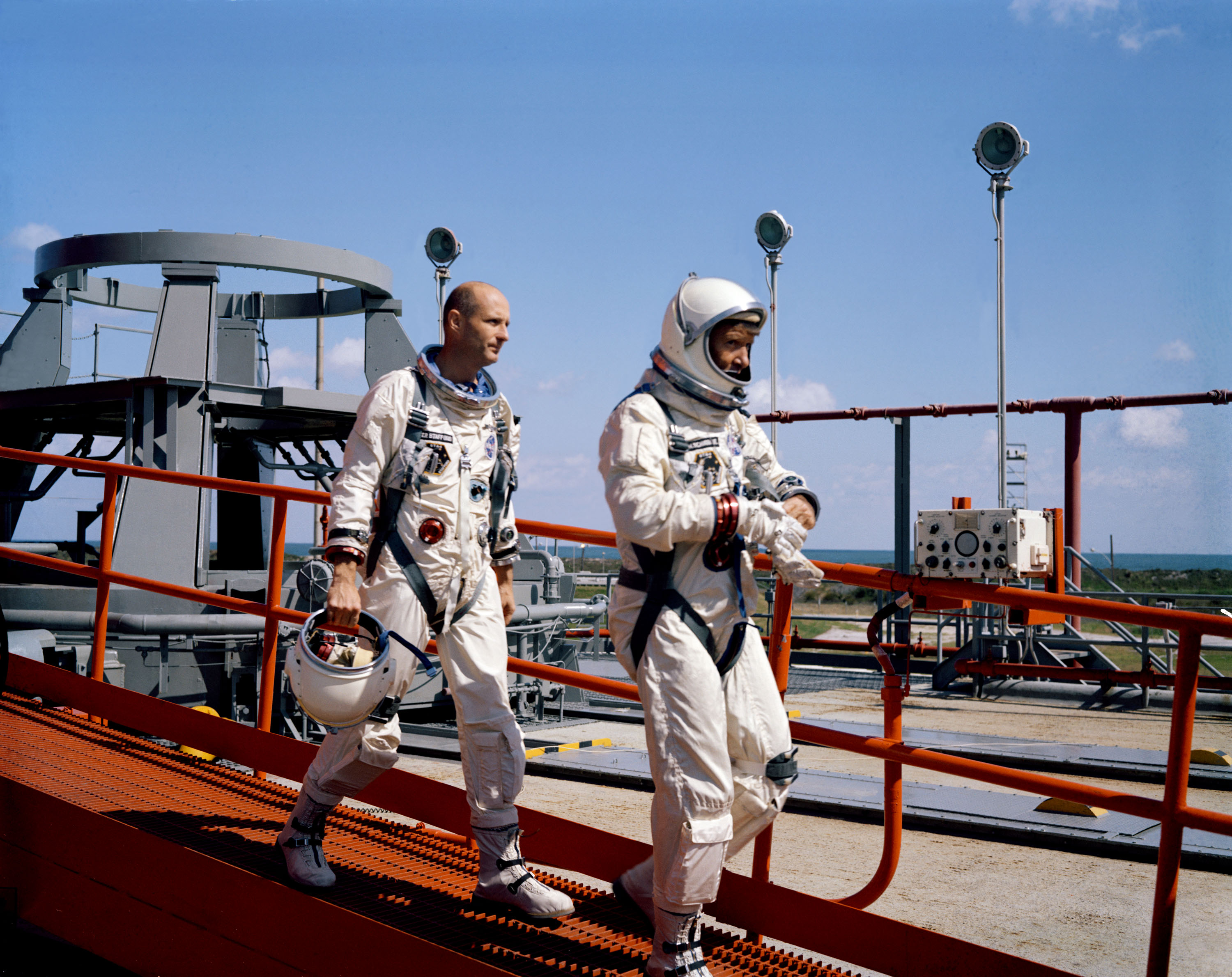
Stafford et Shirra après un entraînement le 25 octobre 1965.
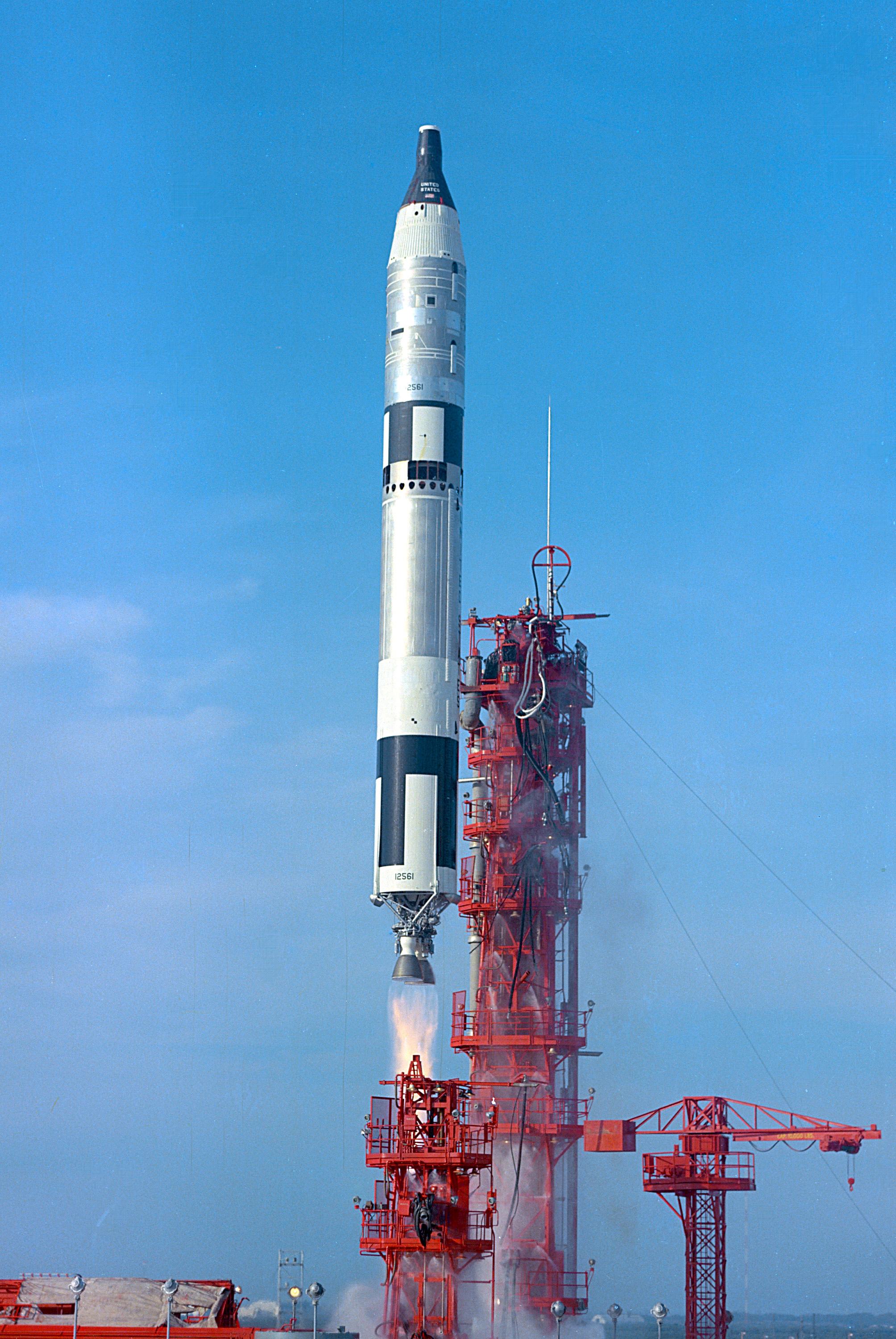
Le lancement de Gemini 6A le 15 décembre 1965.
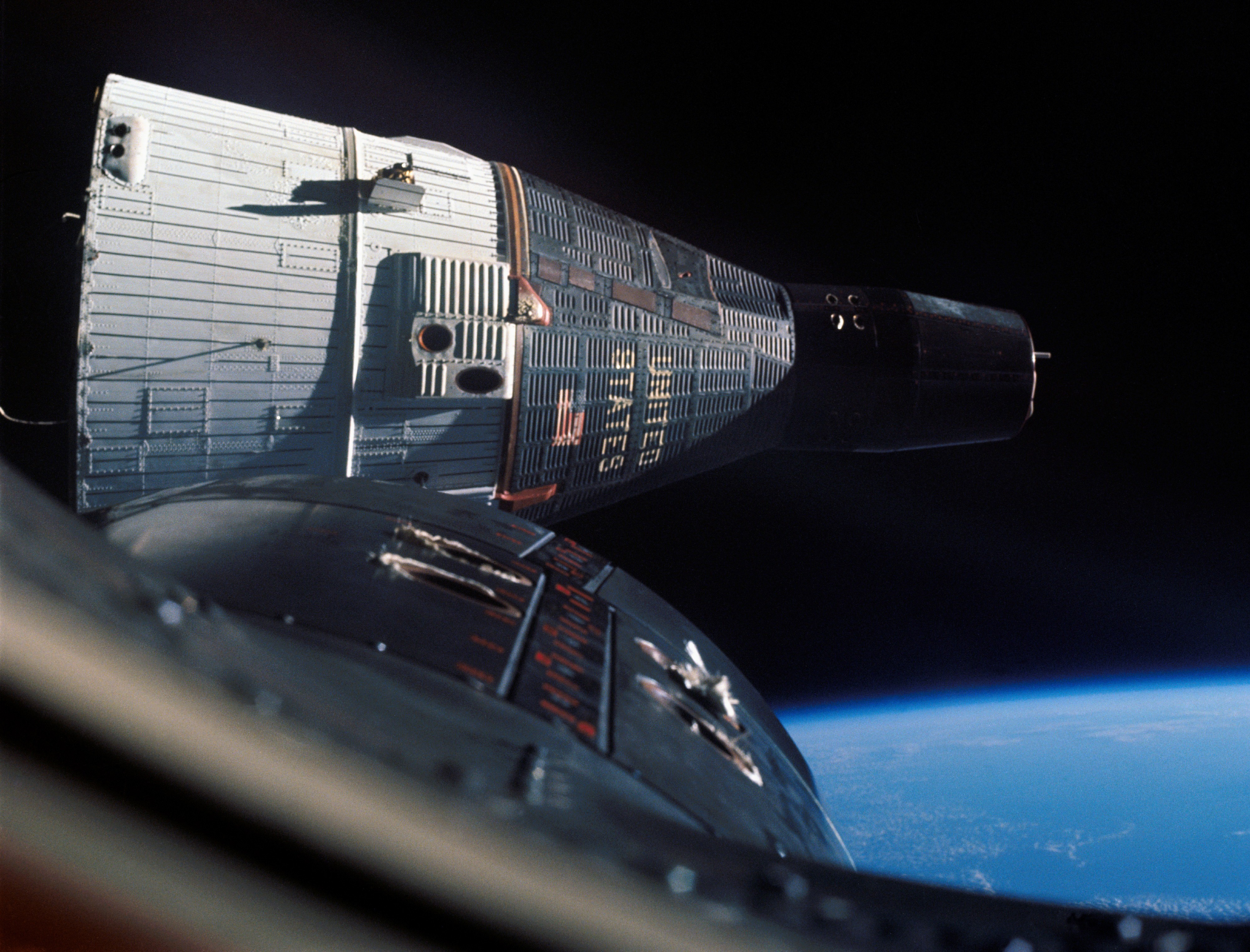
Gemini 6A s'approchant de Gemini 7 le 15 décembre 1965.
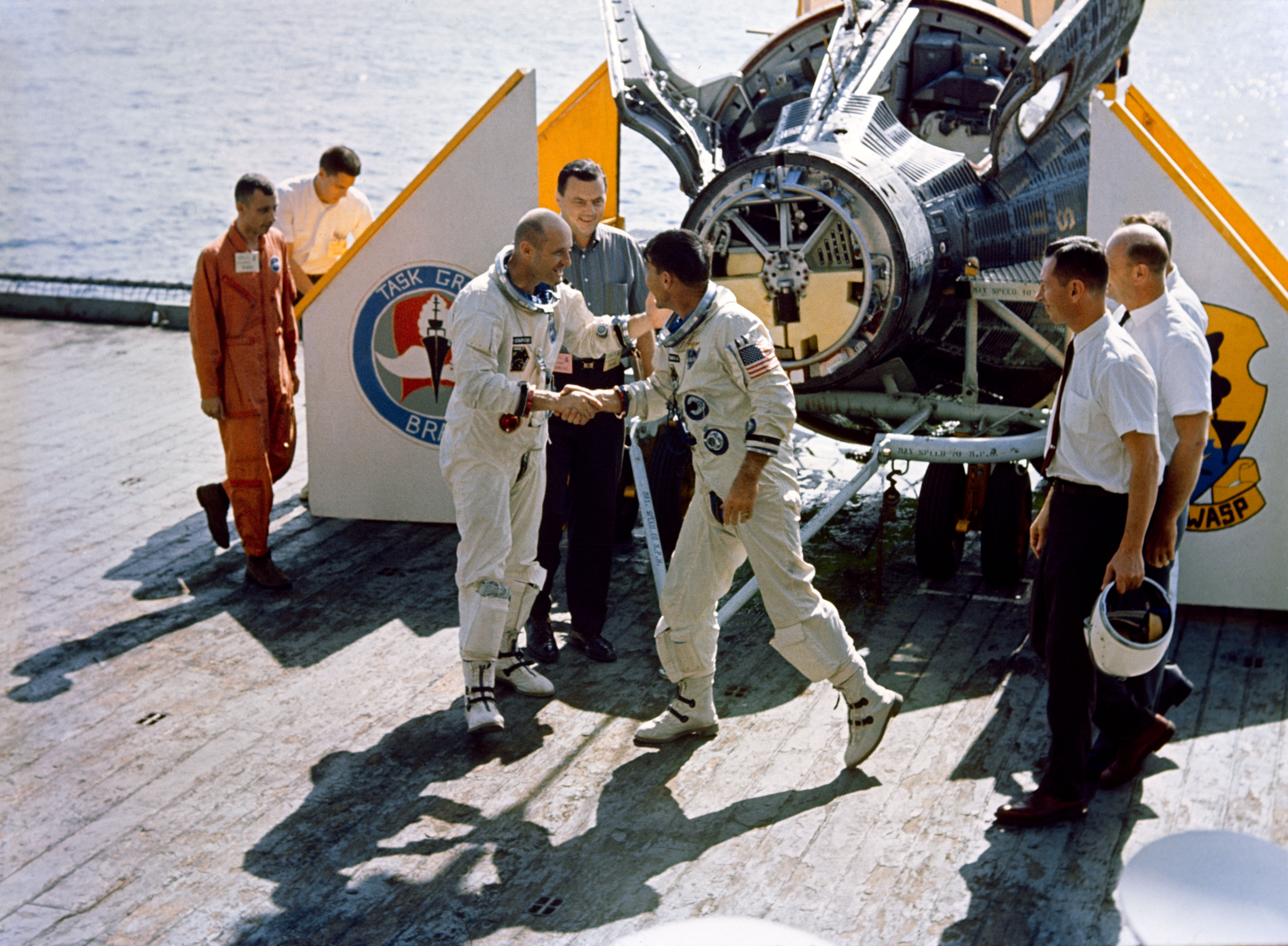
Schirra et Stafford se serrant la main devant leur capsule Gemini le 16 décembre 1965.

#### Programme Apollo

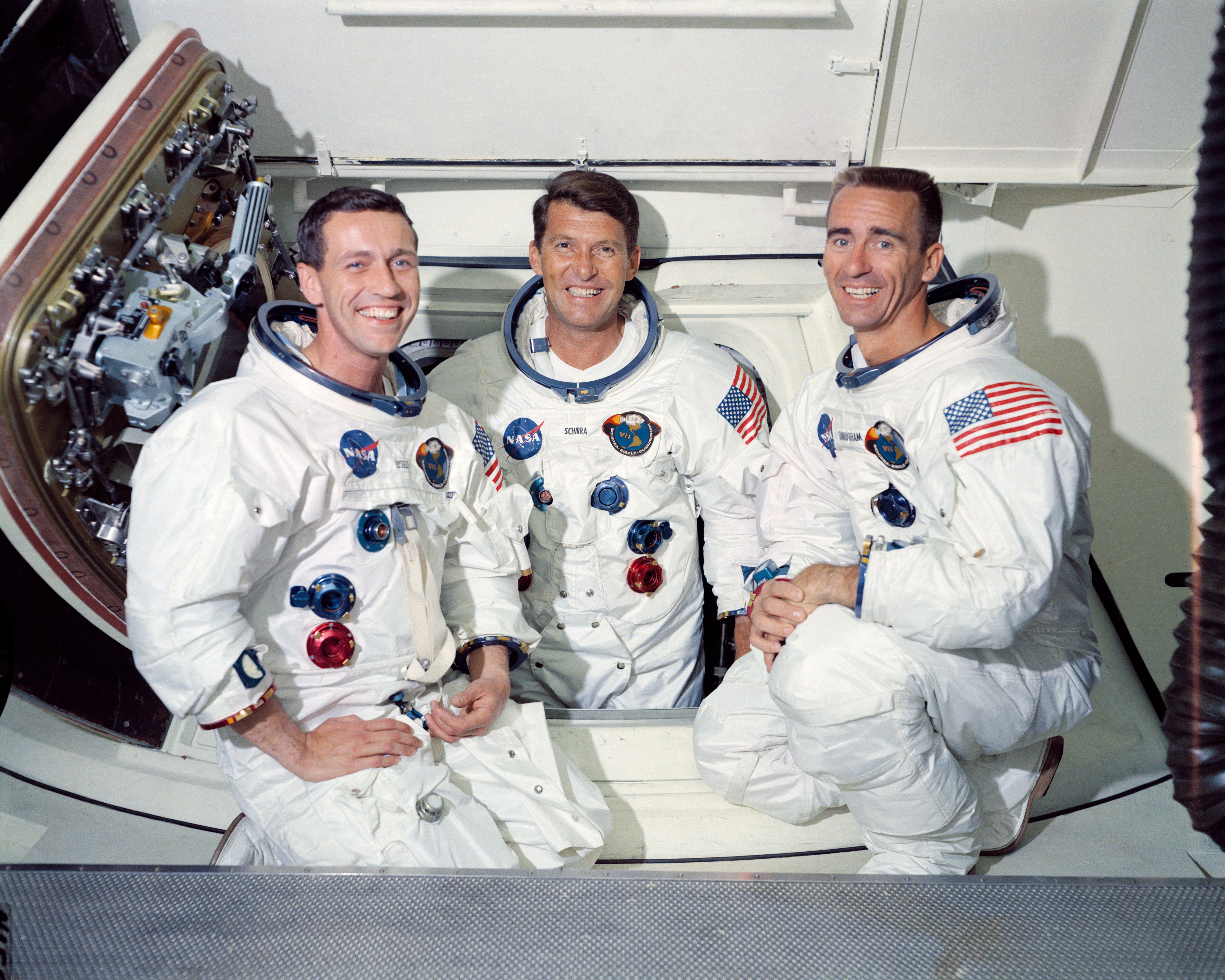
L'équipage d'Apollo 7 avec Donn Eisele, Walter Schirra et Walter Cunningham le 22 mai 1968.

Vers le milieu de l'année 1966, Schirra est chargé de commander un équipage d'une mission Apollo composé de Donn Eisele et de Walter Cunningham pour effectuer le deuxième essai en vol habité du module de commande et de service Apollo, avec donc un objectif de mission identique à celui d'Apollo 1. Schirra plaide contre une répétition de mission et son équipage devient l'équipage de réserve de Virgil Grissom, Edward White et Roger B. Chaffee. L'équipage de Schirra effectue des essais dans le module de commande le 26 janvier 1967 et est en route pour Houston le lendemain, lorsque Grissom, White et Chaffee sont tués dans un incendie au cours d'un essai préparatoire au sol. L'équipage de Schirra devient alors l'équipage principal du premier vol habité du programme, Apollo 7, et est retardé jusqu'à l'automne 1968 pour des améliorations de sécurité dans le module de commande.
Schirra, qui a acquis un sentiment de sécurité grâce à la présence de l'employé de la McDonnell Aircraft Corporation, Günter Wendt, en tant que responsable de la plate-forme et de la préparation au lancement des engins spatiaux, milite pour son retour. En effet, le sous-traitant du programme Apollo est devenu North American Aviation et Wendt n'est plus présent. Après l'accident d'Apollo 1, Schirra est tellement convaincu par Wendt qu'il milite pour que Wendt devienne responsable de sa mission Apollo et il convainc Deke Slayton et ses responsables d'embaucher Wendt pour Apollo 7,.
Apollo 7 est lancée le 11 octobre 1968, faisant de Schirra la première personne à voler dans l'espace à trois reprises, de surcroit, avec trois modèles de vaisseaux spatiaux différents. Il est également le premier astronaute à partir dans l'espace avec une montre suisse qui allait connaître un succès extraordinaire, le chronographe Speedmaster d'Omega. Schirra s'oppose au lancement à cause de vents violents qui pourraient blesser les astronautes en cas d'abandon dans les premières minutes de la mission. Le décollage se passe bien. Une fois en orbite, le module de commande et de service d'Apollo 7 effectue des exercices de rendez-vous spatiaux et d'ancrage dans l'espace avec un étage S-IVB pour simuler la récupération du module lunaire Apollo. Le deuxième jour de la mission, l'équipage réalise les premières images télévisées en direct diffusées publiquement depuis un vaisseau spatial habité,,.

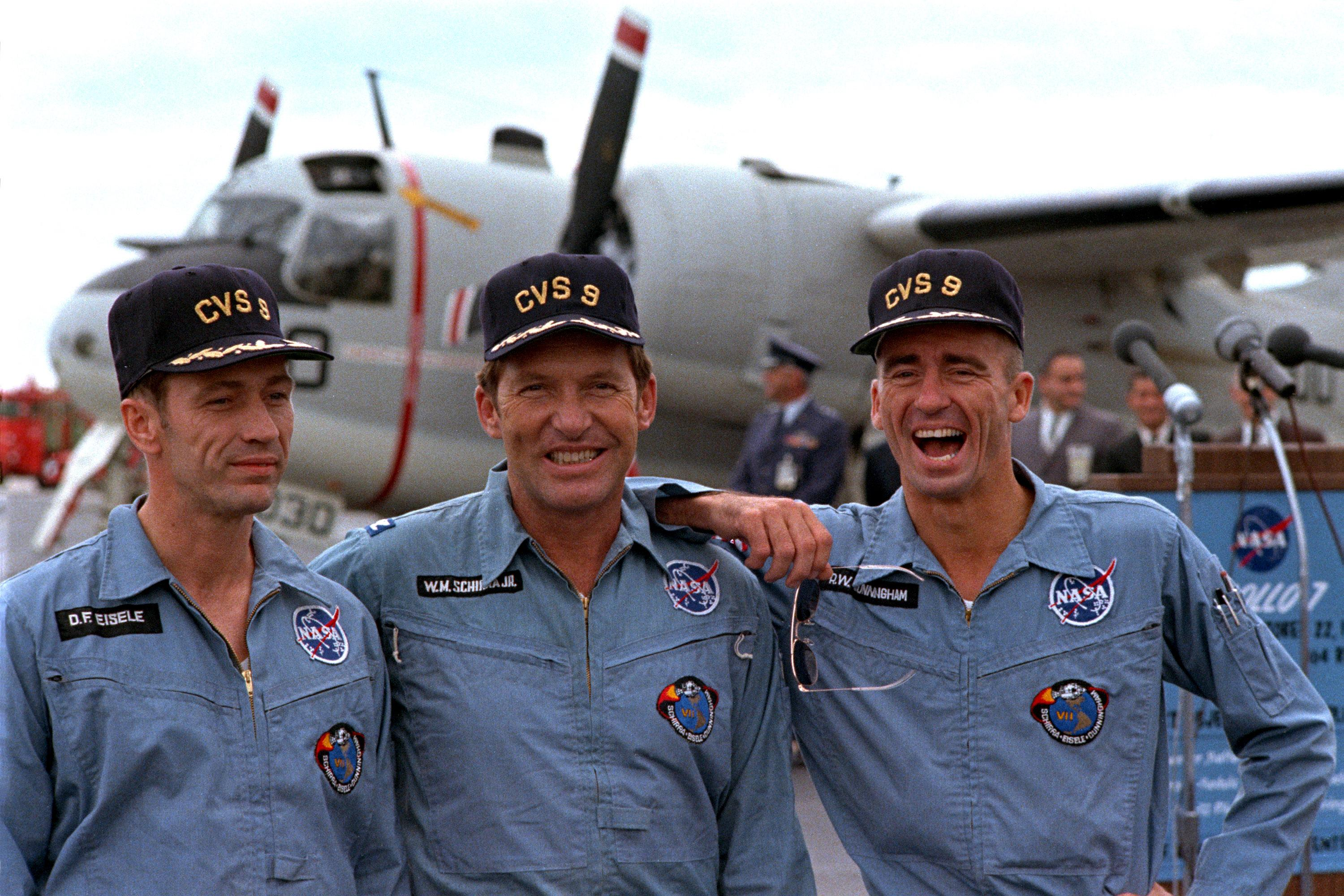
L'équipage d'Apollo 7 (Eisele, Schirra et Cunningham) à bord de l' le 22 octobre 1968.

Au cours de la mission, Schirra souffre d'un rhume qu'il transmet à Eisele. Anticipant les problèmes de congestion à l'intérieur d'une combinaison spatiale étanche, Schirra propose au centre de contrôle de mission de ne pas porter leur casque lors de la rentrée et de prendre du décongestionnant. En dépit d'une demande du directeur de vol Christopher Kraft et du chef du Bureau des astronautes Deke Slayton de porter leurs casques lors de la rentrée, Schirra, Eisele et Cunningham refusent et effectuent une rentrée atmosphérique têtes nues. Apollo 7 amerrit au sud-est des Bermudes le 22 octobre 1968,.
Avant le lancement d'Apollo 7, Schirra prend la décision de prendre sa retraite de la NASA. Il quitte donc le corps des astronautes le 1er juillet 1969. Sa dernière mission en tant qu'astronaute consiste à mener l'enquête sur l'accident du véhicule LLRV de Neil Armstrong qu'il attribue à une défaillance mécanique. Il recommande par la suite de suspendre la formation des astronautes avec ce véhicule,.

Photographies de la mission Apollo 7
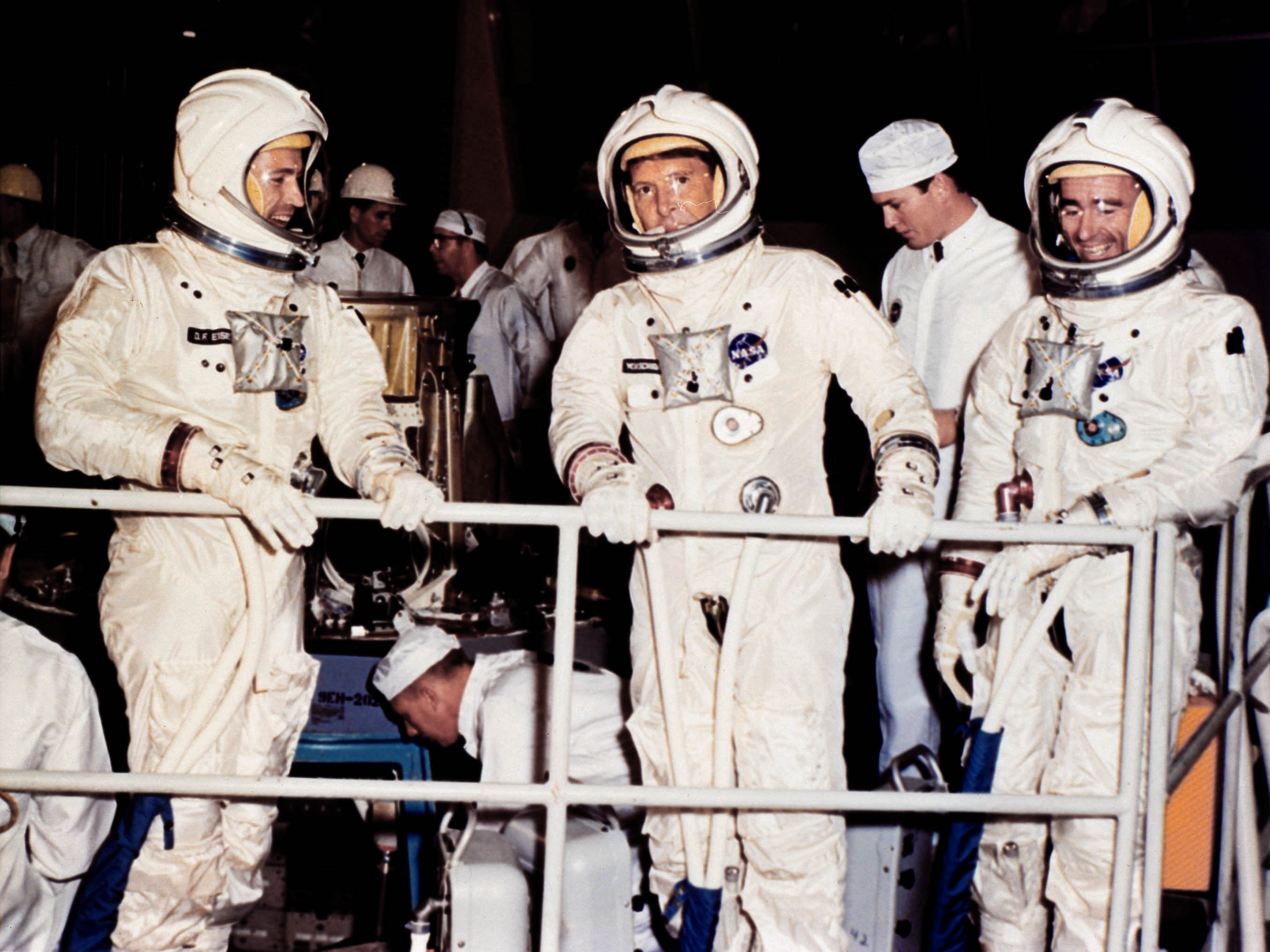
L'équipage d'Apollo 7 en simulateur en septembre 1966.
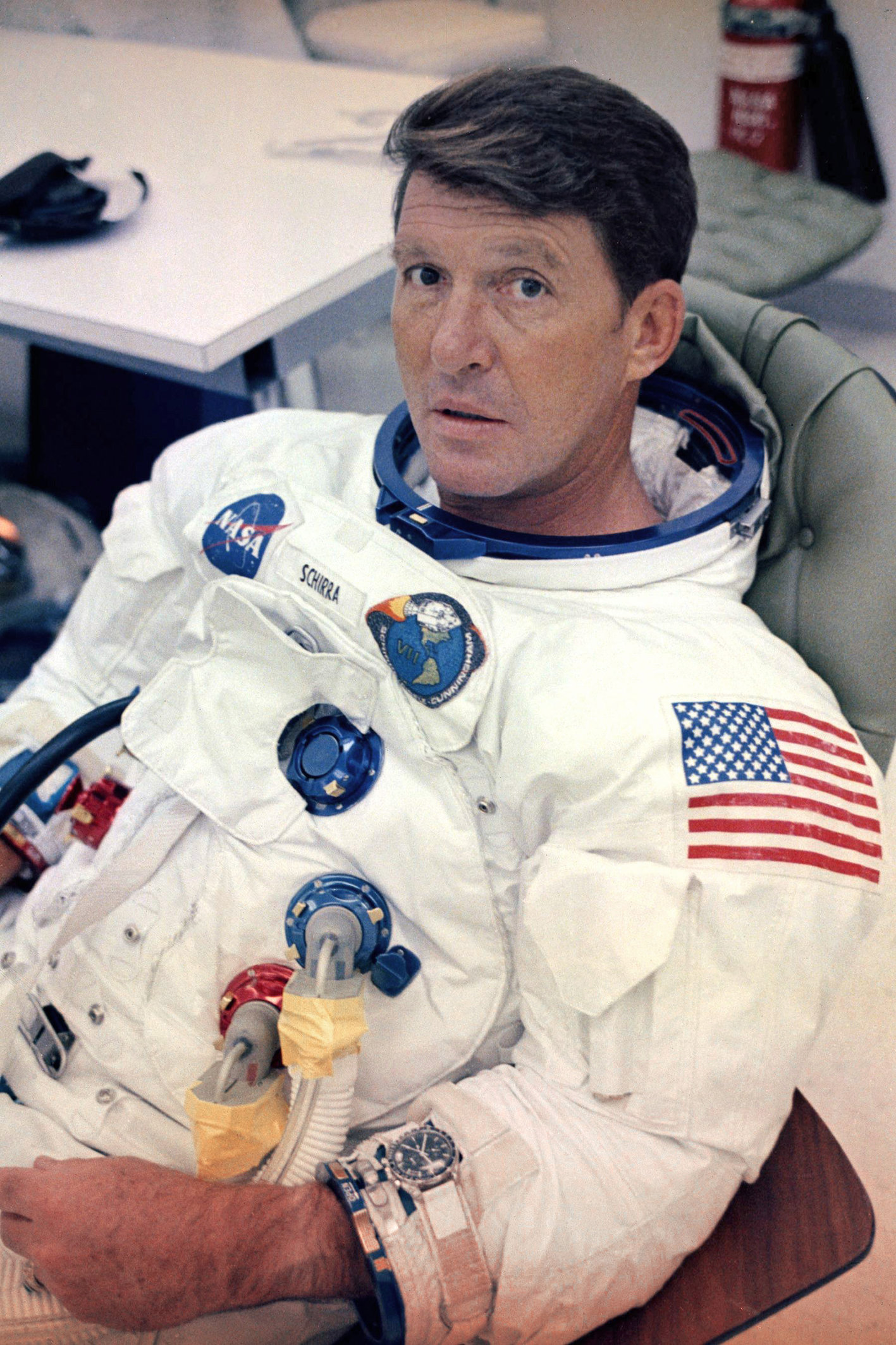
Schirra arborant une Speedmaster sur sa combinaison le 26 juillet 1968.
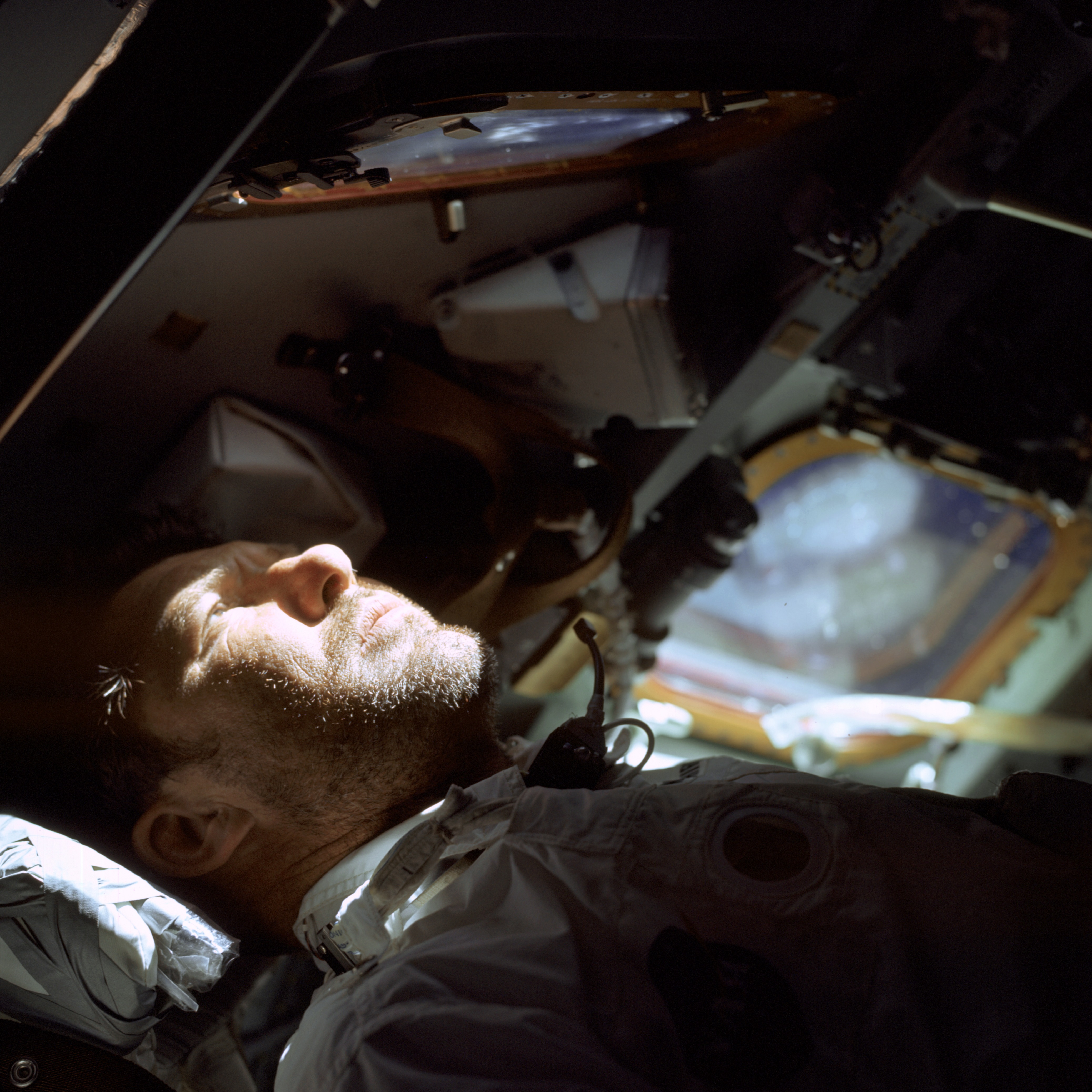
Schirra photographié le 19 octobre 1968 lors d'une manœuvre.
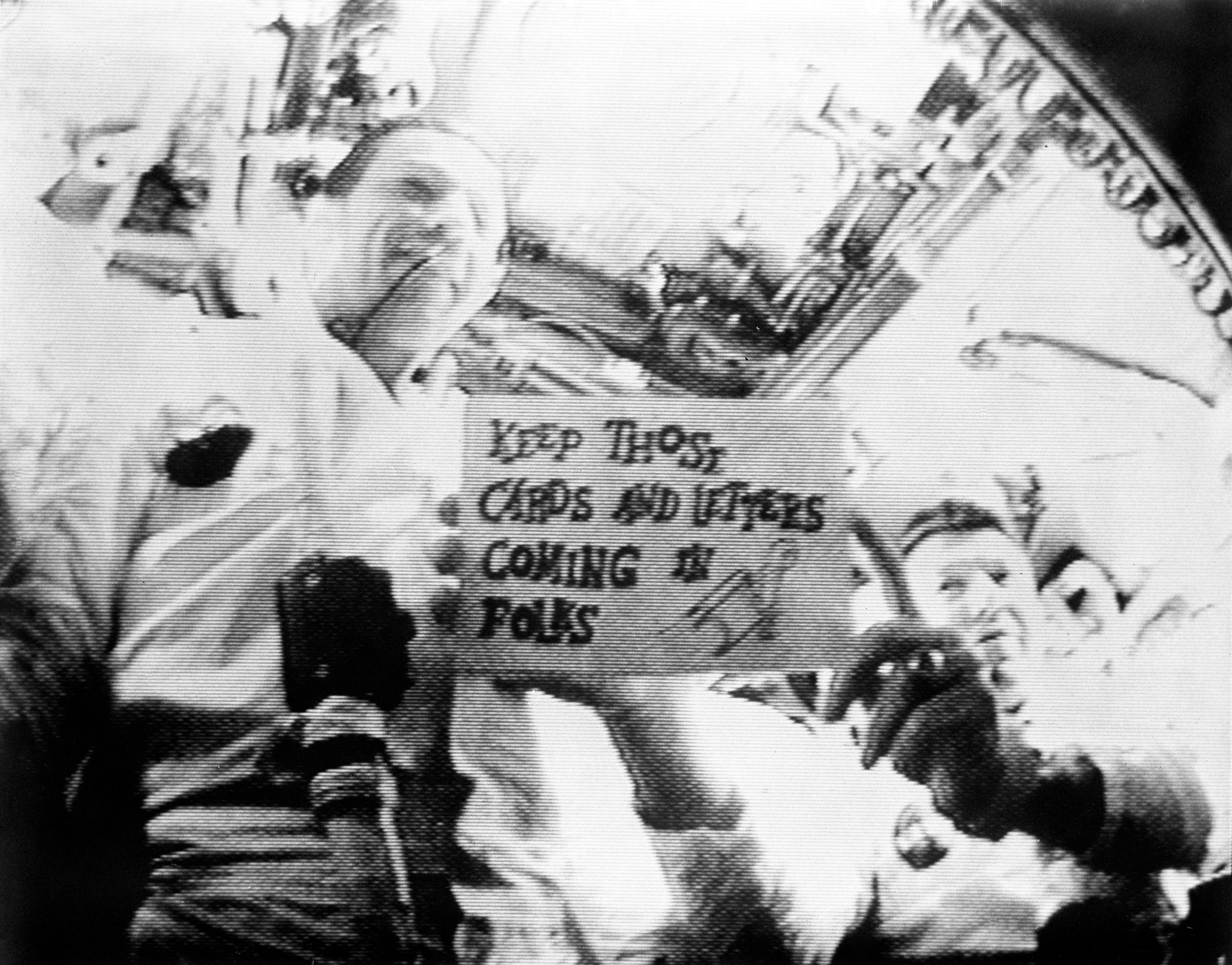
Apollo 7 durant la première retransmission télévisée publique depuis l'espace, le 14 octobre 1968.
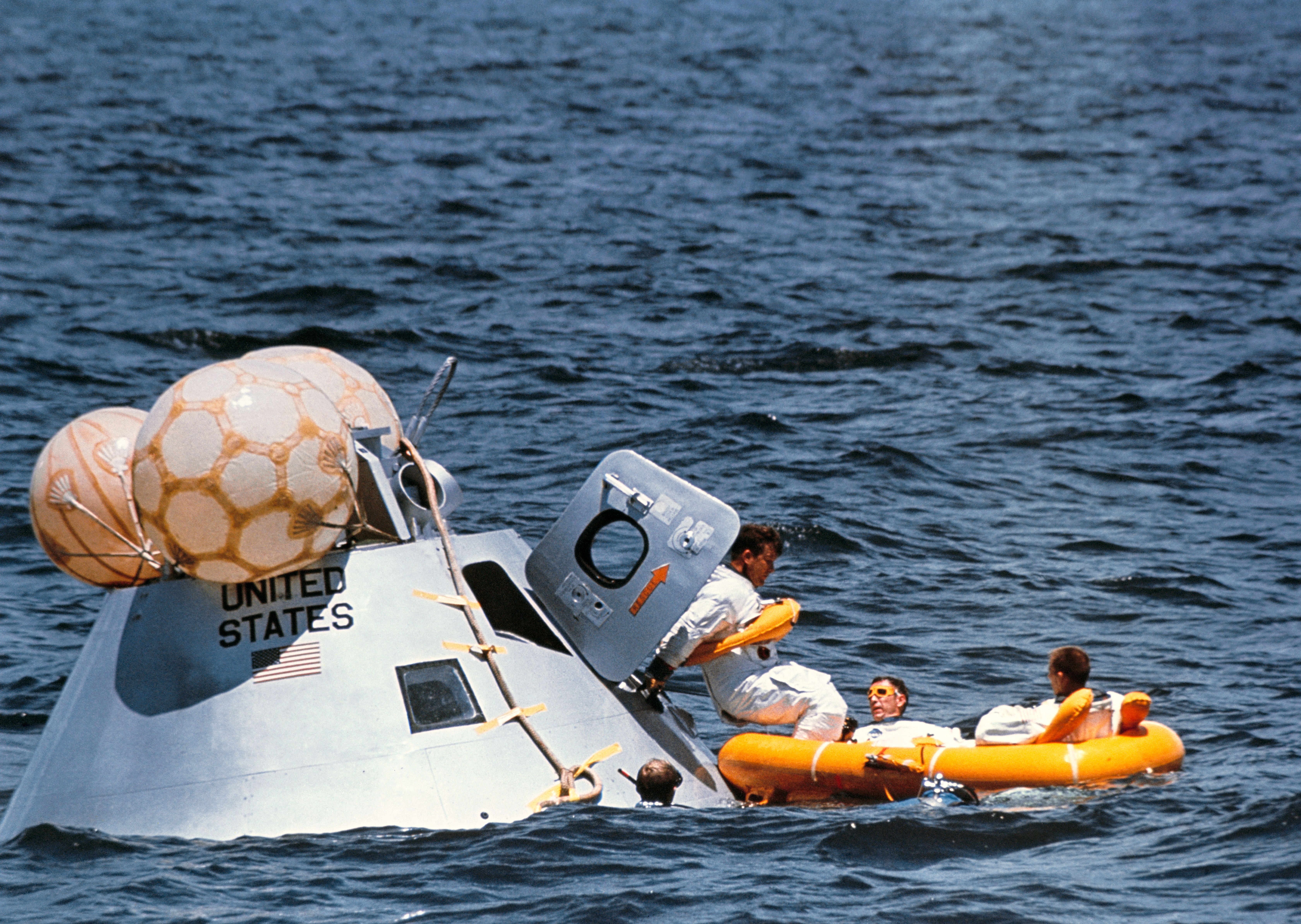
Schirra s'extirpant de la capsule d'Apollo 7 pour prendre place dans son pneumatique le 5 août 1968.
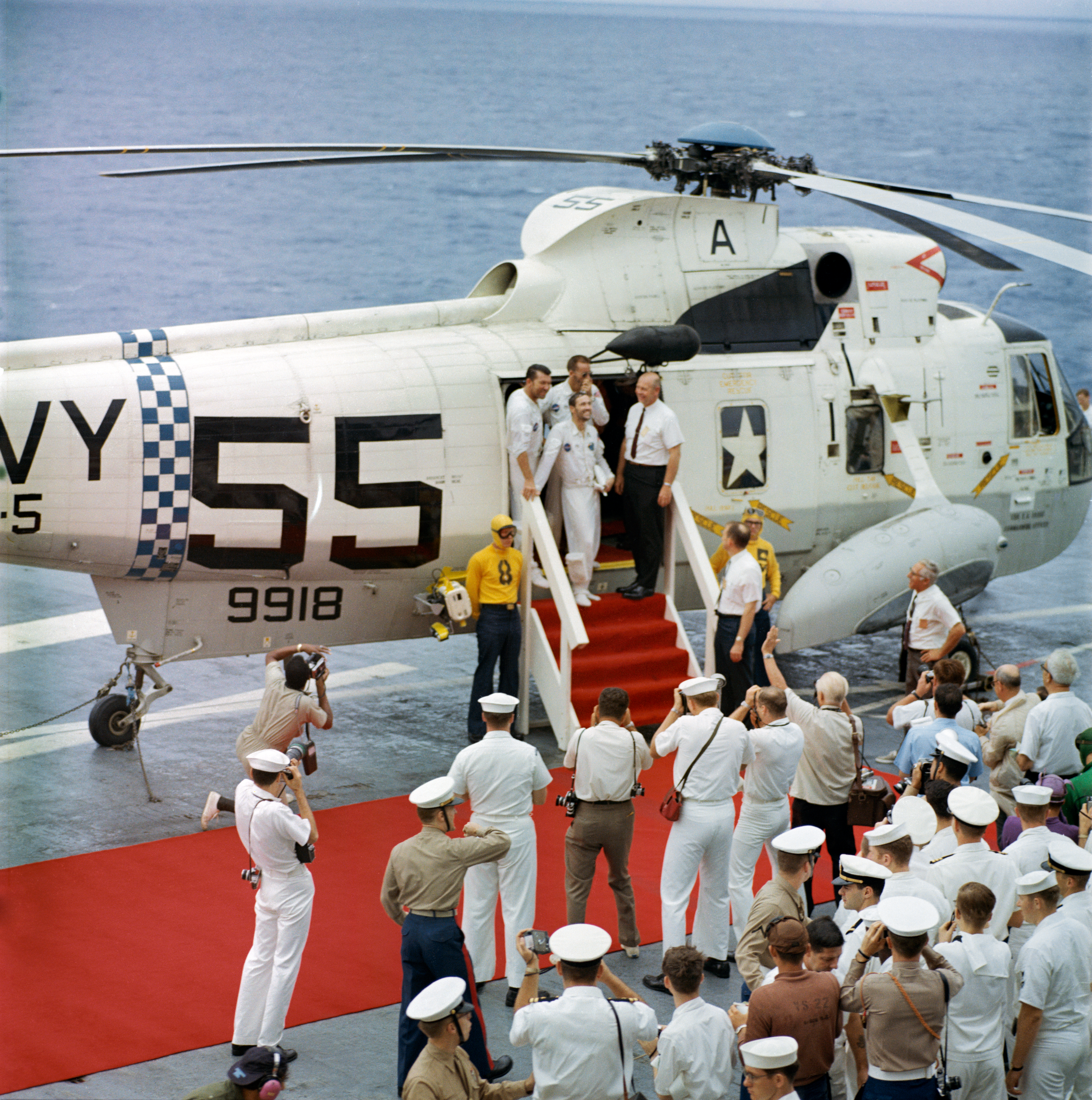
L'arrivée des astronautes sur l'USS Essex.

### Carrière ultérieure

#### À la télévision
Le médicament contre le rhume embarqué à bord des missions Apollo, prescrit par le chirurgien de vol, est une combinaison décongestionnante de pseudoéphédrine et de triprolidine antihistaminique. Des années plus tard, lorsque ce produit est disponible en pharmacie sous le nom d'Actifed, le fabricant engage Schirra comme porte-parole de ses campagnes de publicité à la télévision, jouant ainsi de la notoriété de son rhume dans l'espace,.

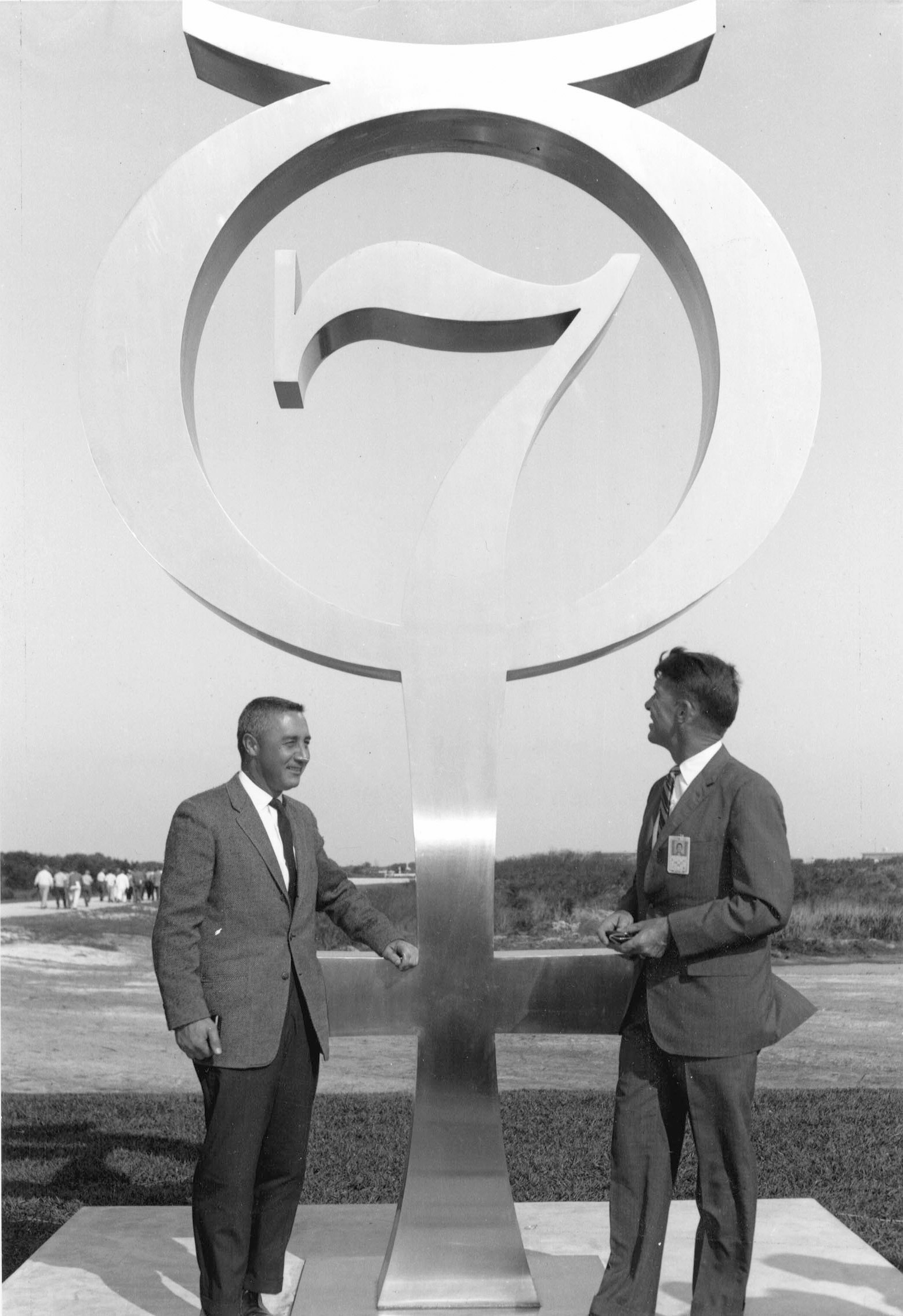
Virgil Grissom et Walter Schirra devant le monument au programme Mercury le 10 novembre 1964.

Au cours des missions Apollo suivantes, il est consultant auprès de CBS News de 1969 à 1975. Il rejoint Walter Cronkite comme co-présentateur pour la couverture médiatique du réseau de télévision[pas clair] des sept missions à venir sur la Lune, en commençant par Apollo 11 puis la malheureuse Apollo 13,.

#### Dans les affaires
Après sa carrière à la NASA, Schirra devient président et administrateur de la société de financement et de crédit-bail Regency Investors Incorporated. Il l'a quitte pour créer l'Environmental Control Company, dont il est président-directeur de 1970 à 1973. L'entreprise fusionne avec SERNCO Incorporated en 1973. Schirra devient alors vice-président, puis élu président du conseil d'administration au cours de la même année. Il travaille également au développement d'un oléoduc en Alaska, et est membre d'un conseil consultatif pour les parcs nationaux américains du département de l'Intérieur de 1973 à 1985,.
En janvier 1979, il fonde Schirra Enterprises et y travaille comme consultant jusqu'en 1980. Il loue ses services pour le consulat belge du Colorado et du Nouveau-Mexique de 1971 à 1984. Il est membre du conseil d'administration de plusieurs sociétés, notamment Electromedics, Finalco, Kimberly-Clark, Net Air International, Rocky Mountain Airlines et Johns Manville,,. Schirra est président de la société de développement énergétique Prometheus de 1980 à 1981. En 1984, il figure parmi les astronautes Mercury survivants lors de la création de la Mercury Seven Foundation, connue désormais sous le nom d'Astronaut Scholarship Foundation, car elle attribue des bourses d'études à des étudiants en sciences et en ingénierie.

#### En littérature
Schirra, avec le reste des Mercury Seven, est co-auteur en 1962 du livre We Seven, détaillant la formation et le développement du programme Mercury. Aidé de Richard N. Billings, il publie son autobiographie Schirra's Space en 1988. En 1995, il co-écrit le livre Wildcats to Tomcats: The Tailhook Navy avec Barrett Tillman et avec les officiers de marine Richard L. (Zeke) Cormier et Phil Wood. Dans ce livre, il décrit cinq décennies d'aviation navale, y compris des récits de missions de combat au cours de la Seconde Guerre mondiale, de la Corée et du Viêt Nam. En 2005, il co-écrit le livre The Real Space Cowboys avec Ed Buckbee. Le livre est un récit des astronautes du premier groupe de la NASA. Il les suit tout au long du processus de sélection pour le programme, de toute leur carrière et jusqu'à la retraite. Schirra contribue également au livre In the Shadow of the Moon (2007) de Francis French et Colin Burgess.

### Vie privée et mort

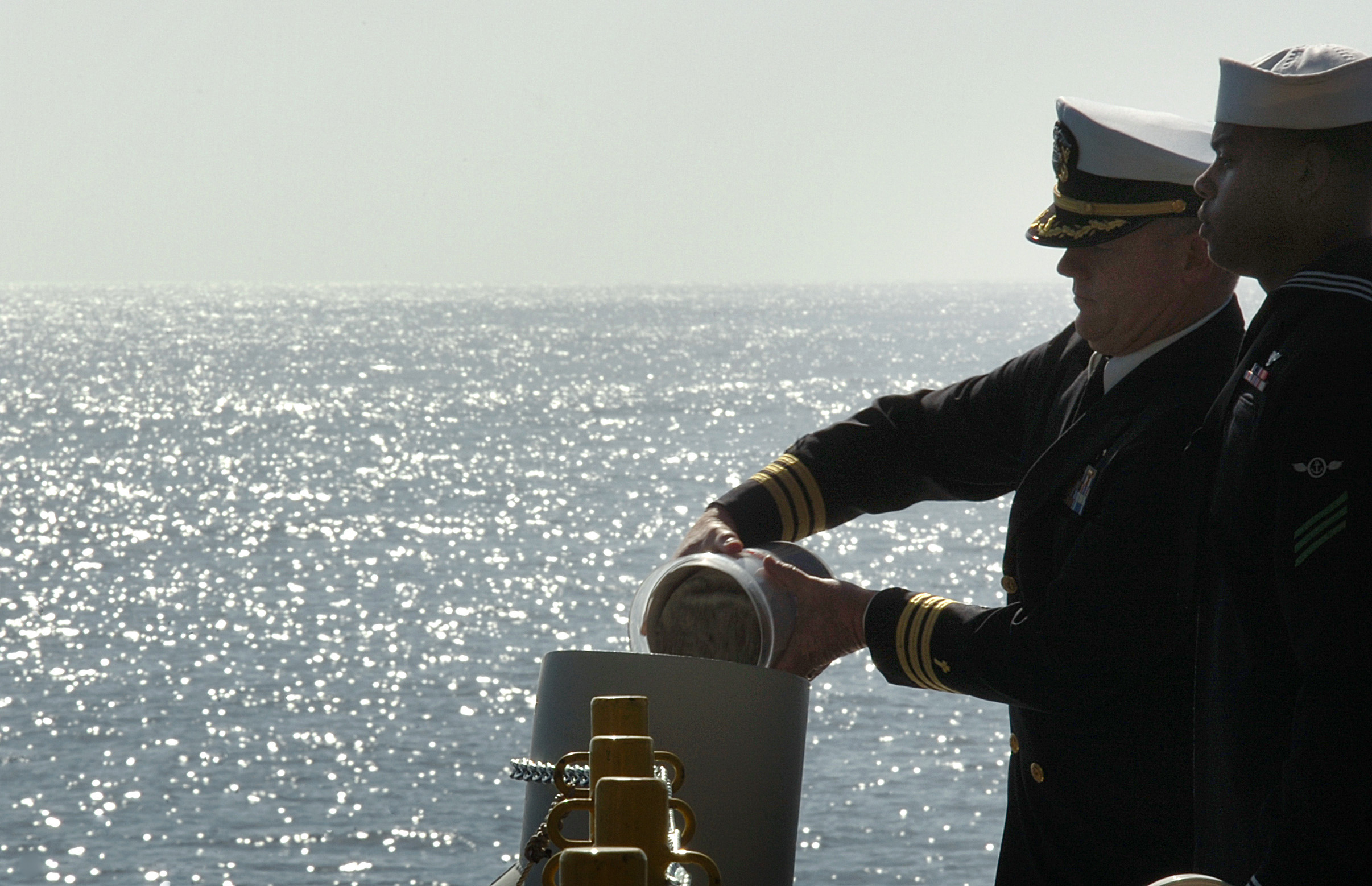
Le Commander Lee Axtell du disperse les cendres de Schirra le 11 février 2008.

Peu de temps après son entrée dans la marine, Schirra commence à fréquenter Josephine Cook « Jo » Fraser (1924-2015),. Ils se marient le 23 février 1946 et ont deux enfants, Walter M. (III) et Suzanne, nés respectivement en 1950 et 1957,. Vers la fin de sa vie, il réside à Rancho Santa Fe, en Californie.
Schirra meurt à l'âge de 84 ans le 3 mai 2007 d'une crise cardiaque alors qu'il suit un traitement pour un cancer de l'estomac dans un hôpital de La Jolla, près de San Diego. Un service commémoratif pour Schirra a lieu le 22 mai au cimetière national de Fort Rosecrans où un cénotaphe est placé,. La cérémonie se termine par le salut de trois volées ainsi que par le survol de trois McDonnell Douglas F/A-18 Hornet. Schirra est incinéré ; ses cendres sont dispersées en mer le 11 février 2008 depuis le porte-avions USS Ronald Reagan.

## Décorations, hommages et postérité

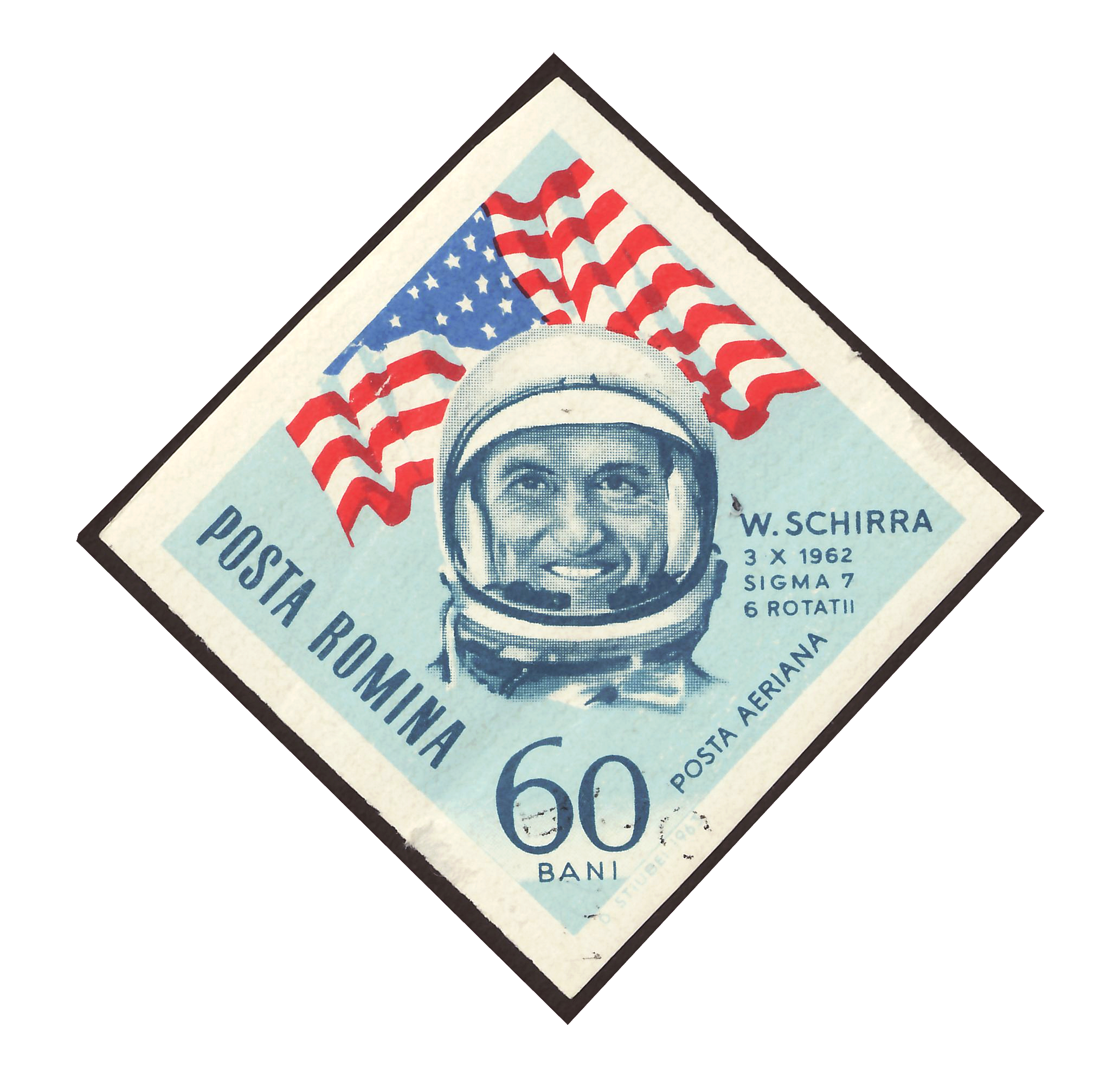
Walter Schirra sur un timbre poste roumain des années 1960.

Au cours de sa carrière militaire, Schirra reçoit de nombreuses décorations militaires, dont trois Air Medal et trois médailles du service distingué de la NASA, dont une à titre posthume. Il obtient également la médaille du service exceptionnel de la NASA, l'American Campaign Medal, l'Asiatic-Pacific Campaign Medal, la World War II Victory Medal, la Navy Occupation Service Medal avec l'agrafe « ASIA », la China Service Medal et la Korean Service Medal. En outre, il est récipiendaire de plusieurs récompenses internationales, notamment une Republic of Korea Presidential Unit Citation, la médaille des Nations unies pour la Corée et la Korean War Service Medal. Schirra accepte aussi des prix de l'aviation civile, comme le prix de l'American Institute of Aeronautics and Astronautics (AIAA) en 1963, le trophée Harmon en 1965, le prix Kitty Hawk et le prix Golden Key de la Golden Key International Honour Society.
Le secrétaire à la Marine des États-Unis Fred Korth attribue à Schirra son badge d'astronaute (variante marine). Schirra reçoit la Navy Distinguished Service Medal en tant que commandant d'Apollo 7. Il est également décoré d'une Distinguished Flying Cross pour son escorte de bombardiers Boeing B-29 Superfortress pendant la guerre de Corée avec une étoile d'or pour le vol Mercury-Atlas 8 et une seconde pour le vol Gemini 6A. Schirra, membre de la Society of Experimental Test Pilots (SETP), obtient le prix Iven C. Kincheloe de la société en 1963, avec les six autres astronautes des Mercury Seven. Il obtient enfin le trophée Collier en 1962, là encore comme tous les Mercury Seven.
Cinquième Américain dans l'espace et troisième à orbiter, Schirra cumule plus de 295 heures dans l'espace. Il est franc-maçon du 33e degré et fait partie de l'American Institute of Aeronautics and Astronautics (AIAA) et de l'American Astronautical Society (AAS). Schirra est distingué par des doctorats honorifiques en sciences de trois universités : le Lafayette College (pour l'ingénierie astronautique), l'université du Sud de la Californie et son alma mater, le Newark College of Engineering (pour l'astronautique).

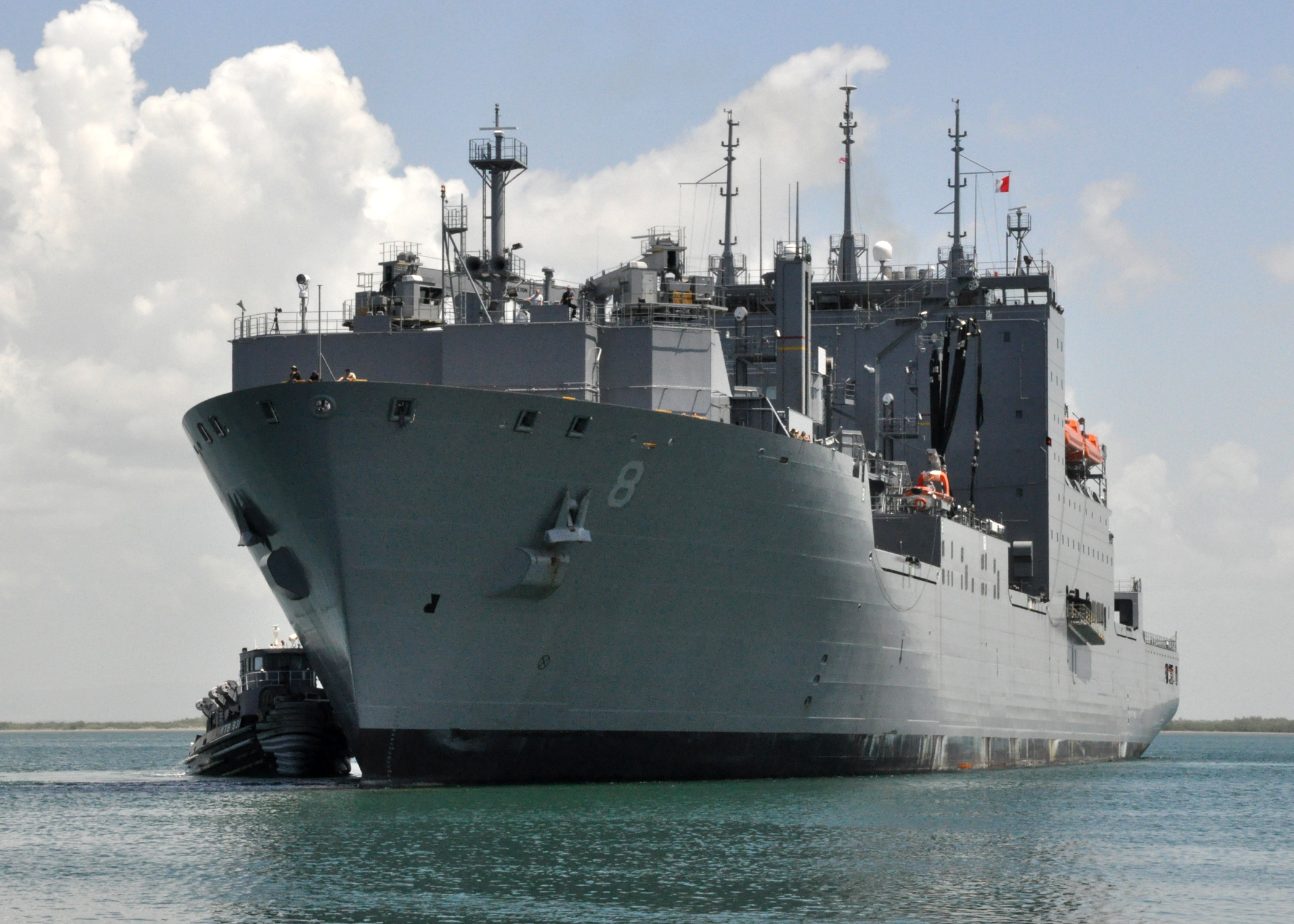
L', nommé d'après Schirra.

Premier homme à aller trois fois dans l'espace et seul astronaute américain à voler sur les trois vaisseaux Mercury, Gemini et Apollo,, Schirra est intronisé dans plusieurs temples de la renommée : l'International Air & Space Hall of Fame du musée de l'air et de l'espace de San Diego (1970), l'International Space Hall of Fame du musée de l'histoire spatiale du Nouveau-Mexique (1981), le New Jersey Hall of Fame (2010) et au Aviation Hall of Fame and Museum of New Jersey (1982), le National Aviation Hall of Fame (1986) et l'United States Astronaut Hall of Fame (1990). L'USNS Wally Schirra, un vraquier de classe Lewis and Clark, est nommé en son honneur. Une rue et un parc portent les noms de Schirra à Upper Dublin, en Pennsylvanie, et à Oradell, où il grandit, dans le New Jersey. L'école primaire Walter M. Schirra à Old Bridge, dans le New Jersey, porte également le nom de Schirra.
Schirra apparaît dans plusieurs films, téléfilms et documentaires sur les programmes spatiaux américains. Il est joué par Lance Henriksen dans le film L'Étoffe des héros (1983),, Mark Harmon dans la mini-série De la Terre à la Lune (1998) et Aaron McCusker dans la série The Astronaut Wives Club (2015).